# 哈里·爹核士·屈臣
哈里·爹核士·屈臣爵士（英語： KBE CB CMG CIE MVO；1866年7月18日—1945年5月7日），英國陸軍少將，約翰·屈臣將軍之子。
1919年，屈臣擔任英國軍事管制下的巴勒斯坦首席行政官，前任首席行政官此前因偏袒阿拉伯人而被倫敦免職。六個月後，屈臣亦因此被免職。
1885年4月29日，屈臣獲委任為多實軍團中尉。他被調往英屬印度，並見證了錫金遠征。他於1896年晉升為上尉。
1906年，屈臣獲委任為威爾斯親王（後於1910年登基為佐治五世）的侍從武官。他後來參加了第一次世界大戰。
1919年6月至1919年12月，屈臣擔任英國軍事管制下的巴勒斯坦首席行政官。